# 람세스 2세
람세스 2세(世)(Ramesses II, 기원전 1313년 ~ 기원전 1213년)는 이집트 신왕국 제19왕조 제3대 파라오(재위:기원전 1279년 ~ 기원전 1213년)이다.
그의 치세 동안 이집트는 리비아, 누비아, 팔레스타인까지 세력을 확장해 번영하였다. 그는 호전적인 히타이트와 전쟁에서 명성을 얻었는데, 그 후 그들과 평화롭게 되었다. 람세 2세, 라메세스 2세라고도 표기되었다. 람세스란 이름은 라에 의해 태어났다는 의미를 가진 '라 메스 시스'의 그리스어 음이다.

## 생애
생몰연대에 대해서는 여러 가지 설이 있으나, 대체적으로 26세에 즉위하여 64년간 통치한 뒤 90세에 죽은 것으로 알려져 있다. 그 사이 첫 번째 왕비 네페르타리와 여러 명의 왕비 및 측실과의 사이에서 현자(賢者)로써 명성이 높았던 카엠와세드, 후계자였던 메르에프타하를 시작으로 매우 많은 자식들을 낳았다고 전해진다. 일부에서는 그들 대부분이 양자이며 왕의 아들이란 칭호를 하사받은 것이라고 주장했으나, 무엇보다 람세스 왕의 전용 활이라 불리는 커다란 강궁이 남아 있는데, 왕 이외에는 아무도 당기지 못했다는 일화가 있을 정도로 뛰어난 전사였던 그가 많은 자식을 남기지 않았다고는 생각되지 않아, 역시 그들은 왕의 친자식이라고 생각하는 사람들도 있다.
치세 전반기에는 히타이트와 팔레스타인을 사이에 두고 세력을 다투었다. 기원전 1274년 카데쉬 전투에서 직접 출정하여 히타이트 왕 무와탈리 2세와 전투를 벌였다. 이집트는 카데쉬 전투에서 거짓 정보에 속은 결과, 주력 군단이 괴멸당할 정도의 고전을 면치 못했다. 이후 전투의 결과에 대해서는 양측의 기록이 달라 아직까지 논란의 대상이다. 하지만 히타이트 세력을 팔레스타인에서 몰아내지는 못했다. 양쪽은 서로 상대를 물리치지 못하고, 장기간 전쟁을 계속하던 중 람세스 2세의 재위 21년째인 기원전 1268년에 이집트와 히타이트 사이에 평화조약을 체결하고 휴전하였다. 람세스 2세는 히타이트 왕녀를 왕비로 맞이하였다. 이것은 세계사에서 최초의 평화조약이라 평가했다. 또한 카데쉬 전투에 대한 람세스 2세의 승리 선전은 이집트군의 군사 제도 개혁을 방해했기에 훗날 재앙의 불씨로 남게 되었다.
람세스 2세는 또한 나일 제1 강을 넘어 누비아로 원정을 떠났다. 람세스 2세는 전승 기념비를 많이 세웠고, 현재도 기념비의 상당수가 남아있는 파라오가 되었다. 누비아는 후에 이집트에 동화되어 본가 이집트의 쇠퇴를 구원하는 형태의 왕조를 세우게 된다.

## 업적
그는 히타이트와 전쟁을 벌이기는 했지만 실리를 추구할 줄도 알아서 히타이트와 휴전을 맺어 50년 동안 평화를 유지했다. 또한 아부심벨 신전, 카르나크 신전, 라메세움 등의 거대한 건축물을 이집트 전역에 건설하기도 했다. 고대 파라오들에게 있어 자신의 업적을 후세에 알릴 수 있는 건축물은 매우 중요한 의미를 가지고 있다.

## 성경과 람세스 2세
비록 출애굽기에서는 파라오의 이름을 명시하지 않지만, 일부 성서학자들은 구약 출애굽기의 파라오를 람세스 2세로 추정하기도 한다. 람세스 2세가 비돔(탈 엘-레타바)의 요새와 신도시 라암셋(피람세스)를 건설하였다는 것과 제19왕조 동안 이집트에 거주하던 셈족들의 도시인 아바리스(탈 엘-다바)가 버려졌다는 것을 출애굽기와 연결하여 아바리스의 도시가 버려진 시기를 제19왕조의 그의 치세 동안으로, 그리고 그 이유를 셈족들이 이집트를 떠났기 때문이었을 것으로 추정하여 출애굽의 역사성을 증명하려는 성서 학자와 복음주의 계열의 학자들이 있다. 하지만, 아바리스는 람세스 2세가 피람세스를 완공하고, 피람세스가 더욱 더 성장하자 아바리스가 압도당했기 때문에 아바리스가 버려진 것이라고 보는 것이 일반적이다.
또한, 람세스 2세를 출애굽의 파라오로 보는 설은 출애굽기에서 언급되는 지명들인 얌수프(갈대바다), 비하히롯, 믹돌, 바알스본 등의 지명이 제19왕조와 제20왕조의 기록들(Papyrus Anastasi V, Papyrus Sllier IV, Papyrus Anastasi III)에서 등장한다는 것을 근거로 하고 있는 주장이기도 하다. 고센이라는 지명이 기원전 5세기의 아라비아 왕 게셈으로부터 유래했다는 것에 반대하는 학자들도 있다. 물론, 맨프레드 비탁 교수는 고센은 제19-20왕조 시절의 기록인 아나스타시 파피루스(Papyrus Anastasi IV)에서 와디 투밀랏(Wādī Ṭumīlāt)을 가리키는 이름으로 사용된 지명과 관련이 있을 것이라 제시하였다. 즉, 고센이라는 지명 역시 람세스 시대(제19-20왕조)에 부합한다는 것이다. 
참고로, 아바리스는 힉소스인들이 패퇴당한 시점부터 도시의 절반 가까이 되는 부분이 버려졌지만, 이후에도 셈족 유목민들이 거주하여 제18왕조부터 람세스 2세의 시대 때까지 세트 신전 구역과 G6 구역, 곧 아바리스의 절반에 해당되는 부분만 지속적으로 점유되었고, 람세스 2세의 치세 동안 완전히 버려져 공동 묘지가 되었기에 출애굽이 그의 치세 동안에 있었던 사건으로 여겨지기도 한다. 또한, 이집트의 아바리스와 셈족 연구의 최고 권위자인 멘프레드 비탁은 출애굽의 파라오를 람세스 2세가 아니라 람세스 3세로 보고 있지만 430년에 대해서는 람세스 2세가 이집트의 셈족 도시인 아바리스의 셈족에 의해 바알-하닷과 동일시되었던 세트 신전의 건립 400주년을 기념하여 세운 비문과 관련된 것으로 보고 있으며, 람세스 2세의 세트 신전 건립 400주년 기념 비문(Year 400 Stela)은 힉소스 시대 초기의 종교가 람세스 시대까지 존속되고 보존되었음과 힉소스 잔당의 후예들이 람세스 시대까지 아바리스에서 삶을 이어나갔음을 보여준다고 주장하였다.
레데시예 사원(Temple of Redesiyeh)의 람세스 2세의 아버지 곧, 부왕인 세티 1세(기원전 1290–1279년)의 군사 원정 목록에서 므깃도와 가데스 사이의 땅이 아셀과 발음이 유사한 "i-ś-r"로 기록되어 있는 것을 아셀 지파와 동일시하는 학자들도 있는데, 이들의 주장을 고려하면 출애굽을 그의 치세로 보기는 어려울 것으로 보이기도 하다. 더군다나, 최근에는 메르넵타의 비문이 아니라 호렘헤브나 람세스 2세 본인의 치세 동안에 제작되었을 것으로 추정되는 베를린 비문(Berlin Pedestal Relief 또는 ÄM 21687)이 이스라엘에 대한 가장 오래된 기록이고 이에 따라 이스라엘이 가나안에 등장한 시기 또는 초기 이스라엘 사회가 가나안에서 형성된 시기가 기원전 13세기 말이 아니라 기원전 13세기 초(기원전 1300년)나 기원전 14세기 중엽(기원전 1350년 무렵)부터였다고 주장되기도 한다. 그러나, 레데시예 사원의 지명을 아셀 지파로 식별하는 것에 반대하는 학자들도 있으며, 아셀 지파가 이스라엘로 귀화한 외국 민족으로 보는 학자들도 있는데, 이들은 후기 청동기 시대 붕괴 때 가나안으로 이주한 바다 민족(Sea Peoples)인 웨쉐시(Weshesh)와 동일한 민족으로 식별한다. 그리고 설령 레데시예 사원의 지명이 아셀 지파와 관련이 있더라도 베를린 비문 속 지명과 마찬가지로 족장 시대와 관련되었을 수도 있다. 이 때문에 이러한 기록들은 출애굽과 관련하여 크게 문제가 되지는 않는다. 동양학자 마리오 리베라니(Mario Liverani)가 아브라함의 이름의 라함과 벳스안/벧산(Beth Shean)에서 발견된 세티 1세(기원전 1290-1279년)의 비석(c. 1289 BC)에서 언급되는 유목민족 부족인 라함(Raham) 사이의 연관성을 제안했던 것처럼 족장 시대의 배경은 중기 청동기 시대(기원전 2000-1500년)가 아니라 후기 청동기 시대(기원전 1500-1200년)일 수도 있다. 특히, 성서의 이야기적인 관점에서 성서에서 야곱의 아들들이 애굽으로 들어가기 전이나 후에나 출애굽 이전까지 이미 저마다 세력을 형성해 자신의 후손들이 가나안 입성 후 활동한 지역에서 동일하게 활동한 것(예: 유다의 손자 헤스론 - 대상 2:24, 에브라임의 아들들 - 대상 7:21)을 고려하면, 레데시예 사원의 "i-ś-r"은 족장 시대의 아셀의 세력을, 베를린 비문의 이스라엘은 족장 시대의 이스라엘을 가리켰을 수도 있다.
민족적 대이동이 일어났던 것은 이집트 기록과 고고학적으로도 기원전 16세기의 아흐모세 1세의 힉소스 패퇴와 기원전 12세기의 세트나크테의 셈족 축출 사건이 유일하기에 대부분의 학자들은 출애굽을 람세스 2세의 시대에 일어난 사건으로 보는 보수적인 성서 학자들의 주장에 회의적인 입장을 가지고 있다. 하지만, 동시에 람세스 2세 시대 때 있었던 적은 수의 셈족 노예들의 탈출 사건이나 그보다 후대에 있었던 일부 노예들의 탈출 사건이 전승의 기원이 되었다는 주장에 대해서는 열린 입장을 취하고 있다고 한다. 참고로, 세트나크테가 이르수와 셈족을 축출했다는 이야기는 이집트가 아니라 가나안을 배경으로 하고 있을 것으로도 추정되는데, 이집트를 배경으로 하고 있다고 보는 학자들 만큼이나 많은 학자들이 이르수가 이집트의 정치적 혼란기 동안 이집트 제국의 영토인 가나안에서 패권을 잡은 군벌로 보고 있다. 이외에도 아바리스와 고대 이집트의 셈족 연구 최고 권위자인 멘프레드 비탁 교수와 이스라엘 역사와 관련한 권위자 중 한 명인 게리 A. 렌즈버그 교수는 출애굽의 파라오를 람세스 3세로 보고 있고 초기 이스라엘인들의 유전자 풀에 포함되는 에돔(또는 세일)의 샤수(Shasu)들이 해리스 파피루스에서 람세스 3세에 의해 이집트로 포로로 끌려갔다는 것을 근거로 하여 이들이 가나안에 있던 이스라엘 족속에게 탈출기 전승을 가지고 왔을 것이라고 주장하였다. 실제로, 메디넷 하부(Medinet Habu) 신전에서 이스라엘 출신의 노동자가 세운 집이 발견되었다는 것은 람세스 3세 또는 람세스 4세의 치세 시절 당시 이스라엘인이 애굽에서 노예로서 있었음을 입증한다.

## 창작물에서의 람세스 2세
프랑스 이집트학자 크리스티앙 자크의 소설인 람세스(소설)은 이러한 람세스 2세의 삶에 관한 역사적 사료들과 성경의 내용, 그리고 작가의 상상력으로 쓰고 있으나, 지나친 역사왜곡을 하고 있다고 평가되기도 한다.
드림웍스의 이집트 왕자에서는 성경의 이야기를 토대로 람세스 2세를 묘사했다.

## 같이 보기
- 이집트 연대기
- 파라오 목록
- 히타이트
- 모세